# Trathala parallela
Trathala parallela là một loài tò vò trong họ Ichneumonidae.